# John Carroll University
La John Carroll University è un'università privata di indirizzo cattolico con sede a University Heights, nello stato americano dell'Ohio.
Il Saint Ignatius College fu fondato nel 1886 nei pressi di Cleveland dai gesuiti. Nel 1923 l'istituto fu intitolato a John Carroll, il primo vescovo statunitense.